# نيكولاس غارثيا إيمي
نيكولاس غارثيا إيمي (بالإسبانية: Nicolás García Hemme، ولد في 20 يونيو 1988، لاس بالماس دي غران كناريا، لاس بالماس، إسبانيا) لاعب تايكوندو إسباني.
حصل على الميدالية الفضية في دورة الألعاب الأولمبية الصيفية عام 2012 في لندن، كما حاز على الميدالية الفضية في بطولة العالم للتايكوندو، وعلى ميدالية فضية وبرونزية في بطولات أوروبا للتايكوندو.

## إنجازاته

### الألعاب الأولمبية الصيفية
- 2012 لندن  المملكة المتحدة:  ميدالية فضية في وزن تحت 80 كغم.

### بطولة العالم للتايكوندو
- 2009 كوبنهاغن  الدنمارك:  ميدالية فضية في وزن تحت 80 كغم.

### بطولة أوروبا للتايكوندو
- 2008 روما  إيطاليا:  ميدالية فضية في وزن تحت 78 كغم.
- 2012 مانشستر  المملكة المتحدة:  ميدالية برونزية في وزن تحت 80 كغم.

## روابط خارجية
- نيكولاس غارثيا إيمي على موقع TaekwondoData.com (الإنجليزية)
- نيكولاس غارثيا إيمي على موقع اللجنة الأولمبية الدولية (الإنجليزية)
- نيكولاس غارثيا إيمي على موقع أوليمبيديا (الإنجليزية)
- نيكولاس غارثيا إيمي على موقع اللجنة الأولمبية الإسبانية (الإسبانية)